# Религия на Шри-Ланке
Религии на Шри-Ланке отличаются большой разнообразностью. Согласно данным переписи 2001 года, затронувшей лишь 18 из 25 округов страны, 76,7 % населения составляют буддисты тхеравады, 7,8 % — индуисты, 8,5 % — мусульмане, 6,1 % — христиане-католики и 0,9 % — представители других вероисповеданий. Шри-Ланка определена как 3-я в списке наиболее религиозных стран в мире к 2008 году, так как согласно опросам Института Гэллапа 99 % населения страны ответили, что религия составляет важнейшую часть их повседневной жизни.
| Буддизм | Индуизм | Христианство | Ислам |
| --- | ------- | ------------ | ----- |
| |         |              |       |
| Распределение четырёх главных религий в Шри-Ланке. Проценты указаны согласно данным переписи 2001 года, за исключением выделенных курсивом, основанных на переписи 1981 года. |         |              |       |

## Буддизм

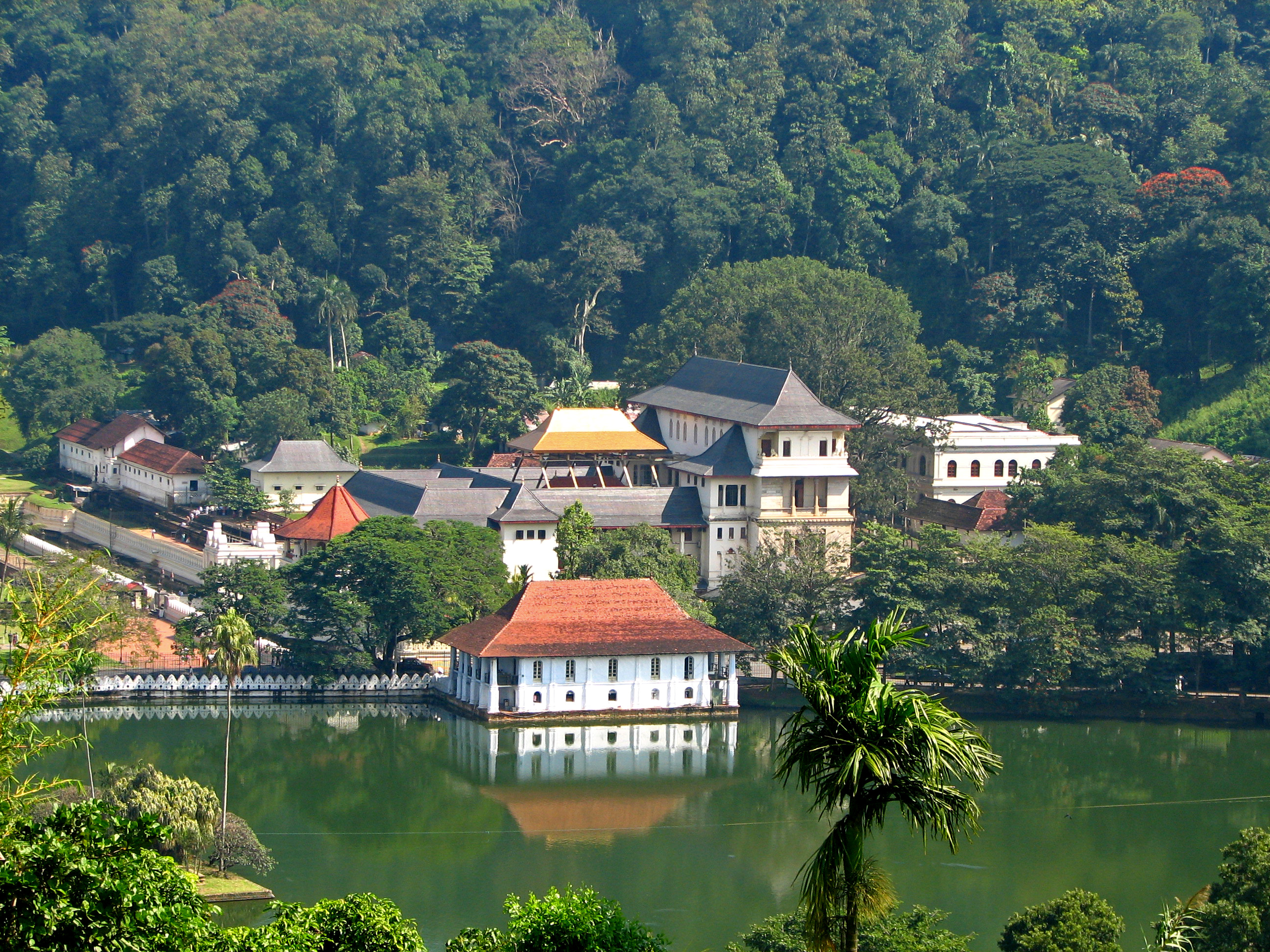
Вид священного храма Зуба в Канди снаружи

Буддизм тхеравады является господствующей религией в Шри-Ланке, так как его почитатели составляют около 76,7 % населения. Махинда, сын индийского буддийского императора Ашоки, возглавил в 246 году до н. э. миссию на остров, где он обратил Деванампию Тиссу, царя Шри-Ланки этого времени, в буддизм. Сангхамитра, дочь царя Ашоки, доставила черенок священного дерева бодхи в Бодх-Гаю. Она также основала женский монашеский орден на острове.
После этого царские рода всячески поощряли распространение буддизма, оказывая помощь буддийским миссионерам и в строительстве монастырей. Уже в IV веке н. э. в Шри-Ланку была завезена ещё одна священная реликвия — зуб Будды — при помощи принца Данты и принцессы Хемалалы. Таким образом, в Шри-Ланке буддизм имеет долгую и непрерывную историю существования. Благодаря контактам с Мьянмой и Таиландом буддийское монашество не прекращало своей деятельности даже в периоды временного упадка их религии на острове. Существенное негативное влияние на развитие буддизма Шри-Ланки оказали распространение индуизма и прибытие европейцев. В середине XIX века такие буддийские лидеры, как Мигеттуватте Гунананда Тхера и Анагарика Дхармапала, положили начало успешному национальному буддийскому движению за возрождение буддизма Шри-Ланки.

## Индуизм

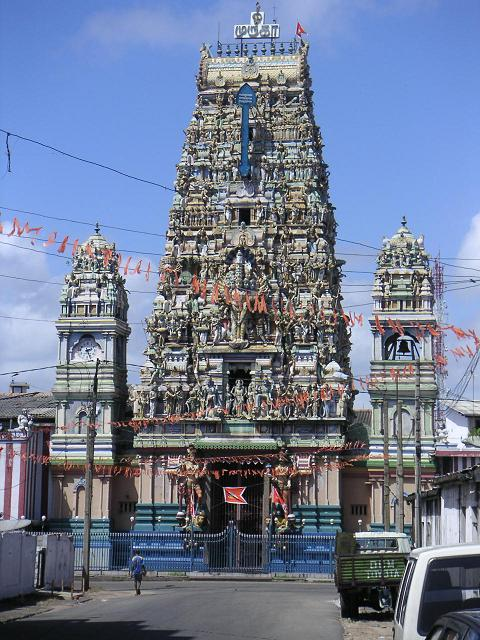
Индуистский храм в Коломбо

Индусы составляют 7,8 % населения. Индуизм был главной религией на острове до введения буддизма в Шри-Ланке в III веке до н. э. и последующего принятия новой религии сингальским населением. Однако индуизм сумел выжить и продолжал существовать на острове, поддерживаемый династиями Южной Индии и Ориссы, которые подчиняли себе разные части острова на протяжении его истории.
Как и другие религии, индуизм пережил определённый спад во времена европейской колонизации в результате резкого усиления христианского влияния. На данный момент эта религия всё ещё доминирует в северных и восточных провинциях Шри-Ланки, а именно среди тамильских этнических групп, хотя продолжающееся обращение в христианство вносит отрицательный момент в существование индуизма. Тамильской диаспорой было создано много храмов и религиозных организаций.
Одной из важнейших фигур индуизма в современной истории Шри-Ланки был Сатгуру Шива Йогасвами из Джафны, официально считавшийся сатгуру («настоящим гуру») и мудрецом среди нескольких миллионов тамильского населения.

## Ислам

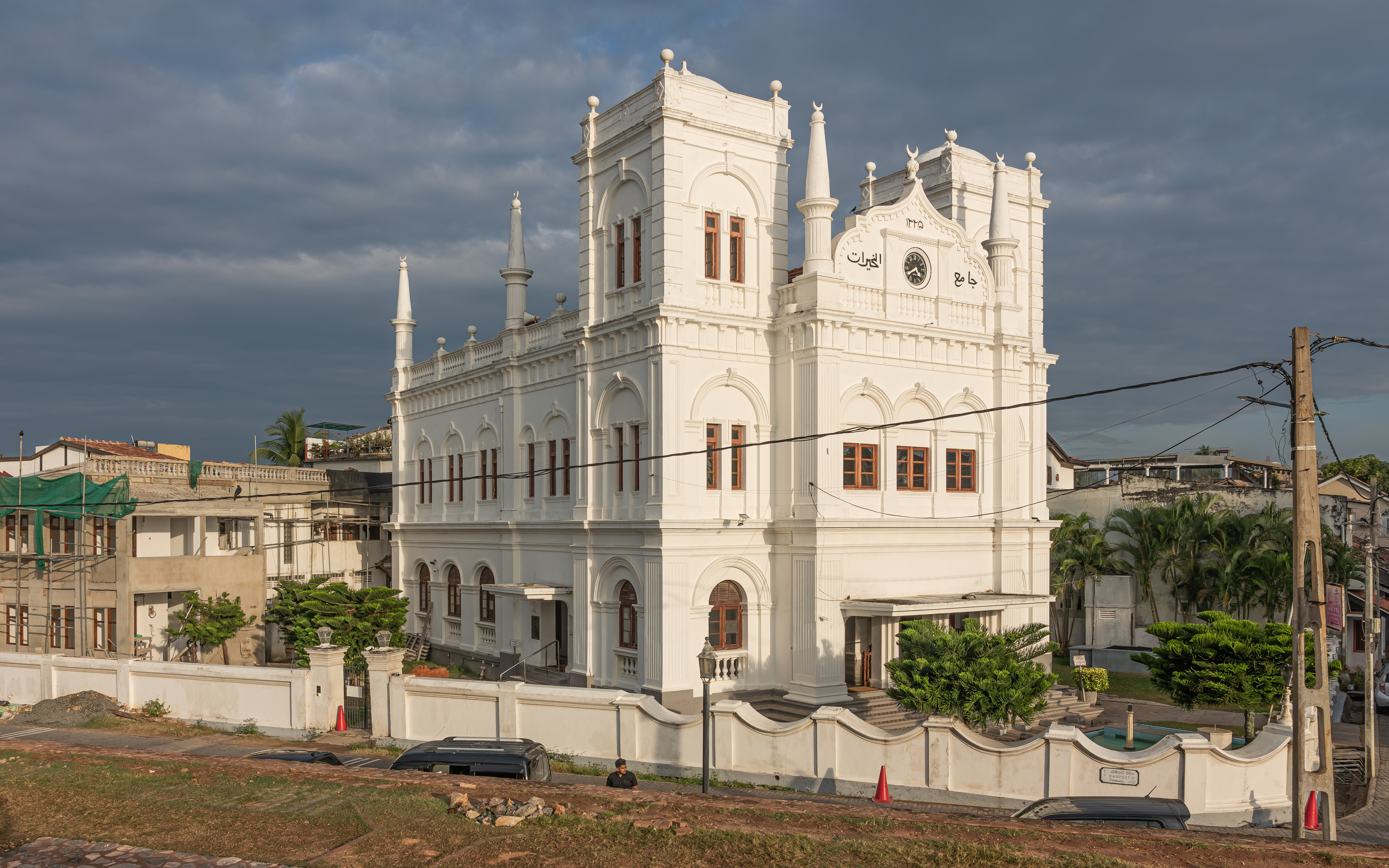
Мечеть в Галле

К XV веку арабские торговцы контролировали значительную часть торговли в Индийском океане, включая и торговые связи Шри-Ланки. Многие из этих торговцев оседали на острове, способствуя тем самым распространению ислама. Однако когда португальцы прибыли на Шри-Ланку в XVI веке, многие из мусульманских поселенцев были преследуемы, что заставило их переселяться в горные области в центре острова и на восточное побережье.
В наше время мусульмане на Шри-Ланке обзавелись Департаментом по религиозным и культурным делам мусульман, который был создан в 1980-е гг. для предотвращения постоянной изоляции мусульманского сообщества от остального населения острова. Большинство современных мусульман острова связано с двумя этническими сообществами: мавров Шри-Ланки и малайцев Шри-Ланки.

## Христианство

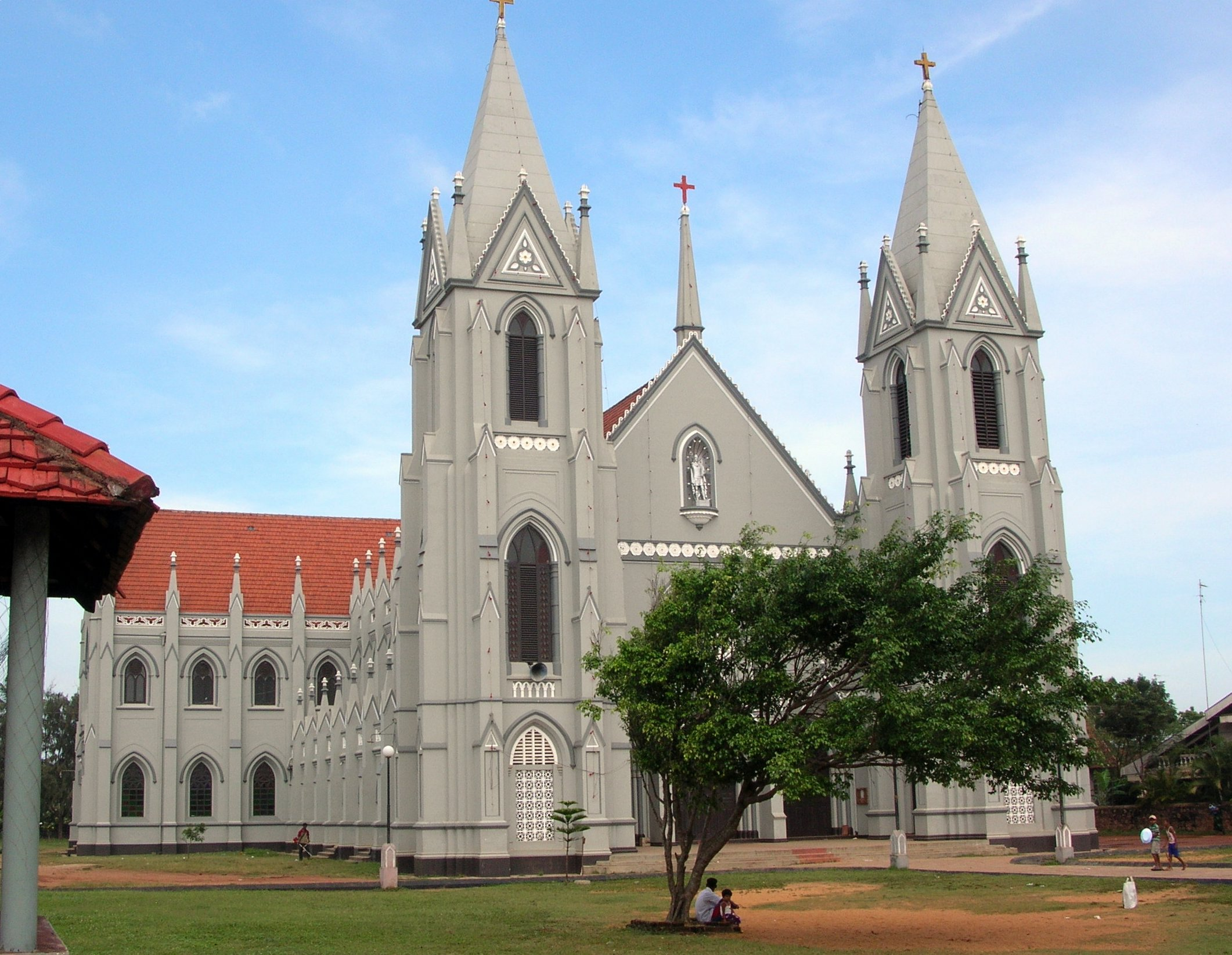
Церковь Св. Себастьяна в Негомбо

Согласно христианской традиции апостол Фома первым прибыл на Шри-Ланку в I веке н. э. После его прибытия небольшие христианские поселения основывались на берегу острова. Однако христианское население значительно увеличилось и усилилось только с прибытием первых португальских миссионеров в XV веке. В XVII веке Шри-Ланкой овладели голландцы, и к 1722 году голландские миссионеры смогли обратить 21 % населения Шри-Ланки в христианство. Англиканские и другие протестантские миссионеры прибыли на Шри-Ланку уже в начале XIX столетия, когда островом овладели британцы.
Тем не менее позиции христианства на Шри-Ланке существенно пошатнулись с концом колониального управления. 88 % современных христиан, которые проживают в основном в северо-западной части острова, составляют католики, остальные — это протестанты.